# 加藤怜
加藤 怜（かとう れい、1988年11月8日 - ）は、日本の女性ファッションモデルである。神奈川県出身でIHLに所属。

## 人物
- 明治学院大学在学時より、モデル、タレントとして活動する。

## 出演

### 雑誌
- 『JJ』（光文社）
- 『ViVi』（講談社）
- 『PINKY』（集英社）
- 『MORE』（集英社）
- 『with』（講談社）
- 『CanCam』（小学館）
- 『Steady.』（宝島社）
- 『Zipper』（祥伝社）
- 『ar』（主婦と生活社）
- 『soup』
- 『美人百花』（角川春樹事務所）